# Severiano Ballesteros
Severiano „Seve“ Ballesteros (* 9. April 1957 in Pedreña, Kantabrien; † 7. Mai 2011 ebenda) war ein spanischer Profigolfer. Er gehört zu den „Big Five“, einer Gruppe von Weltklasse-Golfern, die alle innerhalb von zwölf Monaten geboren wurden, mindestens ein Major gewonnen und Europa im Ryder Cup konkurrenzfähig gemacht haben. Die anderen sind Nick Faldo, Bernhard Langer, Sandy Lyle und Ian Woosnam.

## Leben

### Herkunft
Ballesteros wuchs in einfachen Verhältnissen im ländlichen Norden Spaniens auf. Sein Vater war ein Landarbeiter, der auf den Feldern in der Nähe des Golfclubs arbeitete. Mit sieben Jahren begann Ballesteros mit dem Golfspiel und folgte damit dem Beispiel seines älteren Bruders Manuel. Anfangs hatte er nur einen Schläger, ein gekürztes Eisen 3. Damit übte er alle möglichen Schläge, auch aus schwierigen Lagen. Erst als sein Talent erkannt wurde, erhielt er die Möglichkeit, auf dem Privatclub in der Nähe seiner Heimatstadt zu spielen.

### Erfolge als Profi
Bereits im Alter von 16 Jahren wurde Ballesteros Profi und sorgte schnell für Aufsehen: 1976 wurde er bei den British Open gemeinsam mit Jack Nicklaus Zweiter hinter Johnny Miller. An diesem Turnier nahm auch der "legendäre" Maurice Flitcroft teil. Unter Ballesteros' mehr als 70 professionellen Turniersiegen sind drei Open Championship- (1979, 1984 und 1988) und zwei Masters-Siege (1980 und 1983). Im Ryder Cup spielte er achtmal und 1997 (in Valderrama) war er non-playing Captain des siegreichen europäischen Teams.
Für seine Karriere erhielt er etliche Auszeichnungen (Golfer of the Year), 1999 wurde er in die World Golf Hall of Fame aufgenommen und 2000 wurde er zum European Player of the Century und Deportista Español del Siglo gewählt. Er hat einen Ehrendoktortitel der University of St Andrews und einen Stadtschlüssel von Augusta erhalten.
Ballesteros hat die Seve Trophy ins Leben gerufen, ein Match zwischen Großbritannien und Kontinentaleuropa nach Vorbild des Ryder Cups. Außerdem hat er einige Golfplätze entworfen oder überarbeitet, so etwa den alten Plan-Bramois-Platz des Golf-Club Crans-sur-Sierre, der in der Folge nach ihm benannt wurde.
Mit 50 Turniersiegen hält er den Rekord auf der PGA European Tour.

### Rücktritt
2007 verkündete er seinen offiziellen Rücktritt vom professionellen Turniergeschehen, nachdem ihn ständige Rückenschmerzen schon Jahre zuvor an regelmäßigen Teilnahmen gehindert hatten.
Im Oktober 2008 wurde bei Ballesteros bei einer Untersuchung in der La-Paz-Klinik in Madrid ein Gehirntumor diagnostiziert. Am 25. Juni 2009 gab Ballesteros bekannt, dass er den Krebs besiegt habe und ihm alles wie ein Wunder vorkomme. Am frühen Morgen des 7. Mai 2011 erlag Ballesteros in seiner Heimatstadt jedoch seiner Krankheit. Er hinterließ drei Kinder.

## Charakteristische Spielweise
Über seine gesamte Karriere waren lange, gerade Abschläge mit dem Driver nie seine Stärke. Beispielhaft stehen die British Open von 1979. Auf dem engen Platz in Royal Lytham, bekannt für schmale Spielbahnen und hohes Rough, traf er in den gesamten vier Runden lediglich achtmal mit dem Abschlag das Fairway. Durch sein überragendes kurzes Spiel, seine Kreativität und seinen Mut glich er diese Schwäche immer wieder aus. Die besagten British Open 1979 machten ihn im Alter von 22 Jahren als „Parkplatz-Champion“ berühmt. Am drittletzten Loch des Turniers verzog er den Abschlag etwa 25 Meter nach rechts auf den Parkplatz für die Fernsehteams. Der Schlag von dort auf das Grün und der anschließende Putt zum Birdie ermöglichten seinen ersten Major-Sieg.
Einen Zusammenhang zwischen den Anfängen seines Spiels stellt Florian Haupt in der Welt her:

„Ballesteros, aufgewachsen in den armen Verhältnissen der Franco-Diktatur, hatte das Golfen am Strand von Kantabrien erlernt, nicht auf dem gehegten Rasen eines Edelklubs – und so spielte er dann auch: unkonventionell, phantasiereich, so mitreißend wie keiner vor ihm und keiner danach.“

## Resultate bei Major-Turnieren
| Tournament            | 1975 | 1976 | 1977 | 1978 | 1979 |
| --------------------- | ---- | ---- | ---- | ---- | ---- |
| Masters Tournament    |      |      | T33  | T18  | T12  |
| U.S. Open             |      |      |      | T16  | CUT  |
| The Open Championship | CUT  | T2   | T15  | T17  | 1    |
| PGA Championship      |      |      |      |      |      |

| Tournament            | 1980 | 1981 | 1982 | 1983 | 1984 | 1985 | 1986 | 1987 | 1988 | 1989 |
| --------------------- | ---- | ---- | ---- | ---- | ---- | ---- | ---- | ---- | ---- | ---- |
| Masters Tournament    | 1    | CUT  | T3   | 1    | CUT  | T2   | 4    | T2   | T11  | 5    |
| U.S. Open             | DQ   | T41  | CUT  | T4   | T30  | T5   | T24  | 3    | T32  | T43  |
| The Open Championship | T19  | T39  | T13  | T6   | 1    | T39  | T6   | T50  | 1    | T77  |
| PGA Championship      |      | T33  | 13   | T27  | 5    | T32  | CUT  | T10  | CUT  | T12  |

| Tournament            | 1990 | 1991 | 1992 | 1993 | 1994 | 1995 | 1996 | 1997 | 1998 | 1999 |
| --------------------- | ---- | ---- | ---- | ---- | ---- | ---- | ---- | ---- | ---- | ---- |
| Masters Tournament    | T7   | T22  | T59  | T11  | T18  | T45  | 43   | CUT  | CUT  | CUT  |
| U.S. Open             | T33  | CUT  | T23  | CUT  | T18  | CUT  |      |      |      |      |
| The Open Championship | CUT  | T9   | CUT  | T27  | T38  | T40  | CUT  | CUT  | CUT  | CUT  |
| PGA Championship      | CUT  | T23  |      |      | CUT  | CUT  |      |      |      |      |

| Tournament            | 2000 | 2001 | 2002 | 2003 | 2004 | 2005 | 2006 | 2007 |
| --------------------- | ---- | ---- | ---- | ---- | ---- | ---- | ---- | ---- |
| Masters Tournament    | CUT  | CUT  | CUT  | CUT  |      |      |      | CUT  |
| U.S. Open             |      |      |      |      |      |      |      |      |
| The Open Championship | CUT  | CUT  |      |      |      |      | CUT  |      |
| PGA Championship      |      |      |      |      |      |      |      |      |

CUT = am Cut gescheitert

DQ = Disqualifiziert

"T" = geteilter Rang

## Ehrungen
Der Seve Ballesteros - Santander Airport wurde am 16. April 2015 nach ihm benannt.